# Aykut Erçetin
Aykut Erçetin (ur. 14 września 1982 w Göppingen) – niemiecki piłkarz tureckiego pochodzenia grający na pozycji bramkarza.
Erçetin pochodzi z Göppingen. Swoją karierę piłkarską rozpoczął w 2001 r. w VfB Stuttgart. Grał tam do roku 2003. W tym czasie w barwach Die Schwaben rozegrał 15 spotkań. Potem przeszedł do tureckiego Galatasaray SK. Z tym klubem zdobył w roku 2005 Puchar Turcji. W następnym sezonie jego ekipa została już Mistrzem Turcji. Lwy sukces ten powtórzyły jeszcze w sezonie 2007/08. W sezonie 2014/2015 grał w Çaykur Rizesporze.
Aykut zaliczył także 19 występów w reprezentacji Turcji U-21.

## Sukcesy
Galatasaray SK
- Mistrz Turcji (2):2005/06, 2007/08
- Puchar Turcji (1):2004/05
- Superpuchar Turcji (1):2007/08